# Artocarpus canaranus
Artocarpus canaranus är en mullbärsväxtart som beskrevs av Friedrich Anton Wilhelm Miquel. Artocarpus canaranus ingår i släktet Artocarpus och familjen mullbärsväxter. Inga underarter finns listade i Catalogue of Life.